# Echala Halli, Belur
Echala Halli là một làng thuộc tehsil Belur, huyện Hassan, bang Karnataka, Ấn Độ.